# Матильда (фільм, 1996)
«Мати́льда» (англ. «Matilda») — американська кінокомедія для сімейного перегляду режисера Денні ДеВіто, зфільомована за однойменною книгою Роальда Даля. Слоган фільму «Somewhere inside all of us is the power to change the world» («У всіх нас є можливість змінити світ»). Прем'єра відбулася 28 липня 1996 року. Рейтинг MPAA: рекомендується присутність батьків.

## Синопсис
Це історія про геніальну дитину Матильду. Вона нікому не потрібна і виховує сама себе. Мати дівчинки (Реа Перлман) домогосподарка, і так зайнята телевізором, лотереями та іншими «важливими» справами, що забула про дочку. Батько (Денні ДеВіто) продає старі машини і думає тільки про них. Брат постійно ображає Матильду.
Матильда починає розвиватися сама. Вона ходить у бібліотеку з чотирьох років і читає багато книжок, вчиться готувати, прати речі. При досягненні 7-річного віку вона хоче потрапити у школу, але батьки вважають її малою. Все ж батько записує її у школу своєї клієнтки, директорки цієї школи. Матильда приходить у школу, знайомиться з дітьми та дивує вчительку Міс Гані своїми геніальними здібностями. Ще до школи Матильда помічає у собі незвичайні здібності — вона вміє рухати предмети поглядом і через очі може надсилати їм визначені дії. Матильді довелося максимально застосувати їх, щоб урятувати школу від суворої та норовливої директорки, яка не любить дітей, і повернути молоду вчительку міс Гані в її рідний дім, у якому вона народилася. А в кінці Матильда відмовляється від своїх батьків і живе з міс Гані, яка ставиться до Матильди краще, ніж її батьки.

## У ролях
| Актор             | Роль                                           |
| ----------------- | ---------------------------------------------- |
| Мара Вілсон       | Матильда Вормвуд                               |
| Денні ДеВіто      | Гарі Вормвуд, батько Матильди                  |
| Реа Перлман       | Зінні Вормвуд, мати Матильди                   |
| Ембет Девідц      | міс Дженіфер «Дженні» Гані                     |
| Пем Ферріс        | Агата Транчбул                                 |
| Пол Рубенс        | агент ФБР Боб                                  |
| Трейсі Волтер     | агент ФБР Біл                                  |
| Брайан Левінсон   | Майкл Вормвуд, брат Матильди                   |
| Джин Спіґл Говард | місіс Фелпс, бібліотекарка                     |
| Джон Ловітц       | Міккі, ведучий шоу «The Million Dollar Sticky» |
| Р.Д. Робб         | Рой                                            |
| Кіра Спенсер Кук  | Гортензія                                      |

## Нагороди та номінації
| Рік  | Премія           | Категорія                                                           | Номінант         | Результат |
| ---- | ---------------- | ------------------------------------------------------------------- | ---------------- | --------- |
| 1996 | Starboy Award    | Найкращий режисер                                                   | Денні ДеВіто     | Перемога  |
| 1996 | Cinekid          | Приз глядацьких симпатій                                            | Денні ДеВіто     | Перемога  |
| 1996 | Сіджас           | Найкращий фільм                                                     | Денні ДеВіто     | Номінація |
| 1997 | Audience Award   | Найкращий режисер                                                   | Денні ДеВіто     | Перемога  |
| 1997 | YoungStar Award  | Найкраща молода акторка                                             | Мара Вілсон      | Перемога  |
| 1997 | Сатурн           | Найкраща молода акторка                                             | Мара Вілсон      | Номінація |
| 1997 | Satellite Awards | Найкращий актор другого плану в музичній комедії                    | Денні ДеВіто     | Номінація |
| 1997 | Молодий актор    | Найкращій молодій акторці за головну роль у художньому фільмі       | Мара Вілсон      | Номінація |
| 1997 | Молодий актор    | Найкращій молодій акторці за роль другого плану у художньому фільмі | Кіра Спенсер Кук | Номінація |